# فين بورات
فين بوراث (بالألمانية: Finn Porath)‏ (23 فبراير 1997 بأويتين في ألمانيا - ) هو لاعب كرة قدم ألماني في مركز الوسط. لعب مع نادي أونترهاخينغ.

## روابط خارجية
- فين بوراث على موقع قاعدة بيانات كرة القدم.إي يو (الإنجليزية)
- فين بوراث على موقع عالم كرة القدم.نت (الإنجليزية)
- فين بوراث على موقع AS.com (الإسبانية)